# Barletta Calcio Sport 1987-1988
Questa voce raccoglie le informazioni riguardanti il Barletta Calcio Sport nelle competizioni ufficiali della stagione 1987-1988.

## Stagione
Il Barletta Calcio Sport per la prima volta affronta il campionato di Serie B con il logico obiettivo della salvezza. In città la promozione dell'anno precedente è accolta con caroselli per le strade e tante feste improvvisate.
La stagione cadetta 1987-1988, anche per una piazza entusiasta, è un difficile banco di prova. Il campionato inizia male, al termine del girone di andata la squadra biancorossa è ultima in solitaria con 10 punti, staccata cinque punti da Modena e Taranto, penultime.
In panchina era partito Giorgio Rumignani, sostituito da Enzo Riccomini dalla quinta giornata a metà ottobre. Rumignani verrà poi richiamato alla 12ª giornata dopo la sconfitta interna (1-2) con il Padova, con la squadra ultima con soli 5 punti raccolti.
Da qui ha inizio una incredibile rimonta, che porta la squadra della città della disfida ad un miracolo calcistico. Dalla 13ª giornata in 26 partite raccoglie 26 punti, riuscendo a mantenere la prestigiosa categoria cadetta, per un solo punto certo, ma salva. Protagonista dell'impresa il tecnico Giorgio Rumignani che con un girone di ritorno eccellente, guida il Barletta ad una meritatissima salvezza. A retrocedere sono il Modena, la Triestina e l'Arezzo, con la Triestina che è partita con una penalizzazione di 5 punti.
Nella Coppa Italia il Barletta prima del campionato, disputa il secondo girone di qualificazione, che promuove agli ottavi di finale il Parma ed il Milan. In queste cinque giornate di qualificazione si sperimentano novità regolamentari, la vittoria viene premiata con 3 punti in classifica, il pareggio porta ai calci di rigore che assegnano 2 punti alla vincente, ed 1 punto alla perdente. Il Barletta sperimenta il nuovo regolamento con il Monza in casa, con un (1-1) che diventa (5-2) e con il Milan, un altro (1-1) che diventa (4-6) dopo i rigori.

## Divise e sponsor
Lo sponsor tecnico per la stagione 1987-1988 è Diadora, mentre lo sponsor ufficiale è New Play Basket.
| Casa | Casa (Alternativa) | Trasferta | Trasferta (Alternativa) |

## Organigramma societario
Area direttiva
- Presidente: Franco Di Cosola
- Vice Presidente: Filippo Pistillo
- Amministratore Delegato: Stefano Di Cosola
- General Manager: Enzo Nucifora (fino all'autunno 1987), Mario Iacobucci (dall'autunno 1987)
- Direttore Generale: Leonardo Generoso

Area organizzativa
- Segretario Generale: Piero Doronzo
- Segretario: Nico Italia
- Addetto alla sede: Savino Napoletano

Area tecnica
- Allenatore: Giorgio Rumignani (fino al 13/10/1987), Enzo Riccomini (dal 14/10/1987 fino al 1/12/1987), Giorgio Rumignani (dal 2/12/1987)
- Allenatore in 2^: Gianfranco Luporini (fino al 1/12/1987), Sauro Campioni (dal 2/12/1987)
- Capo Settore Osservatori: Alberto Eliani

Area sanitaria
- Medico Sociale: Vito Lattanzio
- Coll. Medico Sociale: Francesco Rana
- Massaggiatore: Sebastiano Lavecchia
- Massaggiatore: Enzo Lattanzio

## Rosa
| N. |                   | Ruolo | Calciatore           |
| -- | ----------------- | ----- | -------------------- |
|    | Italia (bandiera) | P     | Luciano Barboni      |
|    | Italia (bandiera) | P     | Vincenzo Marinacci   |
|    | Italia (bandiera) | P     | Marco Savorani       |
|    | Italia (bandiera) | D     | Roberto Cazzani      |
|    | Italia (bandiera) | D     | Gino Cossaro         |
|    | Italia (bandiera) | D     | Fabrizio Danieli     |
|    | Italia (bandiera) | D     | Giuseppe Di Sarno    |
|    | Italia (bandiera) | D     | Giuliano Giorgi      |
|    | Italia (bandiera) | D     | Giovanni Guerrini    |
|    | Italia (bandiera) | D     | Bruno Incarbona      |
|    | Italia (bandiera) | D     | Sergio Lancini       |
|    | Italia (bandiera) | D     | Carmine Lattaruolo   |
|    | Italia (bandiera) | D     | Giorgio Magnocavallo |
|    | Italia (bandiera) | D     | Nicola Montenegro    |
|    | Italia (bandiera) | C     | Giuseppe Maria Butti |

| N. |                   | Ruolo | Calciatore                 |
| -- | ----------------- | ----- | -------------------------- |
|    | Italia (bandiera) | C     | Roberto Cappellacci        |
|    | Italia (bandiera) | C     | Giuseppe Ferazzoli         |
|    | Italia (bandiera) | C     | Fabrizio Fioretti          |
|    | Italia (bandiera) | C     | Luciano Fusini             |
|    | Italia (bandiera) | C     | Giuseppe Giusto            |
|    | Italia (bandiera) | C     | Andrea Mazzaferro          |
|    | Italia (bandiera) | C     | Salvatore Pesce            |
|    | Italia (bandiera) | C     | Danilo Pileggi             |
|    | Italia (bandiera) | C     | Michele Scaringella        |
|    | Italia (bandiera) | C     | Moreno Solfrini (capitano) |
|    | Italia (bandiera) | A     | Enio Bonaldi               |
|    | Italia (bandiera) | A     | Loriano Cipriani           |
|    | Italia (bandiera) | A     | Luigi Foscarini            |
|    | Italia (bandiera) | A     | Roberto Rovani             |
|    | Italia (bandiera) | A     | Roberto Scarnecchia        |

## Risultati

### Serie B

#### Girone di andata
| Arbitro: | Calabretta (Catanzaro) |

|                    |           |  |
| Lancini 41’ (aut.) | Marcatori |  |

| Foggia 20 settembre 1987, ore 16:00 CEST 2ª giornata | Barletta           | 0 – 0 referto | Arezzo | Stadio Pino Zaccheria (7.000 spett.)\| Arbitro: \| Acri (Novi Ligure) \| |
| Arbitro:                                             | Acri (Novi Ligure) |               |        |                                                                          |

| Arbitro: | Dal Forno (Ivrea) |

|                         |           |              |
| Pasculli 17’ Panero 53’ | Marcatori | 62’ Cipriani |

| Arbitro: | Tuveri (Cagliari) |

|                      |           |  |
| Cinello 65’ Bivi 83’ | Marcatori |  |

| Barletta 11 ottobre 1987, ore 15:00 CET 5ª giornata | Barletta         | 0 – 0 referto | Brescia | Stadio Comunale (10.000 spett.)\| Arbitro: \| Cornieti (Forlì) \| |
| Arbitro:                                            | Cornieti (Forlì) |               |         |                                                                   |

| Arbitro: | Quartuccio (Torre Annunziata) |

|              |           |              |
| Rizzardi 43’ | Marcatori | 44’ Cipriani |

| Barletta 25 ottobre 1987, ore 14:30 CET 7ª giornata | Barletta       | 0 – 0 referto | Modena | Stadio Comunale (11.000 spett.)\| Arbitro: \| Bruni (Arezzo) \| |
| Arbitro:                                            | Bruni (Arezzo) |               |        |                                                                 |

| Arbitro: | Guidi (Bologna) |

|                             |           |  |
| Vagheggi 62’ Caffarelli 90’ | Marcatori |  |

| Arbitro: | Gava (Conegliano Veneto) |

|  |           |                     |
|  | Marcatori | 45’ (rig.) Catalano |

| Arbitro: | Fiorenza (Siena) |

|                                        |           |  |
| Cantarutti 19’ Garlini 56’, 76’ (rig.) | Marcatori |  |

| Arbitro: | Esposito (Torre del Greco) |

|  |           |             |
|  | Marcatori | 69’ Monelli |

| San Benedetto del Tronto 29 novembre 1987, ore 14:30 CET 12ª giornata | Sambenedettese    | 0 – 0 referto | Barletta | Stadio Riviera delle Palme (6.500 spett.)\| Arbitro: \| Beschin (Legnago) \| |
| Arbitro:                                                              | Beschin (Legnago) |               |          |                                                                              |

| Arbitro: | Frigerio (Milano) |

|                     |           |                        |
| Cipriani 34’ (rig.) | Marcatori | 22’ Russo 83’ De Solda |

| Arbitro: | Pucci (Firenze) |

|                            |           |              |
| Mazzaferro 47’ Pileggi 88’ | Marcatori | 74’ Paolucci |

| Catanzaro 20 dicembre 1987, ore 14:30 CET 15ª giornata | Catanzaro          | 0 – 0 referto | Barletta | Stadio Militare\| Arbitro: \| Acri (Novi Ligure) \| |
| Arbitro:                                               | Acri (Novi Ligure) |               |          |                                                     |

| Arbitro: | Bruni (Arezzo) |

|           |           |         |
| Butti 46’ | Marcatori | 1’ Osio |

| Arbitro: | Beschin (Legnago) |

|             |           |            |
| Marulla 60’ | Marcatori | 72’ Giusto |

| Arbitro: | Sguizzato (Verona) |

|  |           |             |
|  | Marcatori | 72’ Perrone |

| Arbitro: | Novi (Pisa) |

|          |           |  |
| Poli 41’ | Marcatori |  |

#### Girone di ritorno
| Arbitro: | Gava (Conegliano Veneto) |

|                                |           |  |
| Solfrini 33’ Cipriani 62’, 73’ | Marcatori |  |

| Arbitro: | Felicani (Bologna) |

|                 |           |              |
| De Stefanis 90’ | Marcatori | 48’ Cipriani |

| Arbitro: | Lombardo (Marsala) |

|                                           |           |                         |
| Scarnecchia 30’ Cipriani 41’ Solfrini 78’ | Marcatori | 23’ Pasculli 66’ Baroni |

| Arbitro: | Coppetelli (Tivoli) |

|              |           |  |
| Guerrini 14’ | Marcatori |  |

| Arbitro: | Guidi (Bologna) |

|  |           |              |
|  | Marcatori | 21’ Guerrini |

| Barletta 20 marzo 1988, ore 15:00 CET 25ª giornata | Barletta         | 0 – 0 referto | Cremonese | Stadio Comunale (12.000 spett.)\| Arbitro: \| D'Elia (Salerno) \| |
| Arbitro:                                           | D'Elia (Salerno) |               |           |                                                                   |

| Arbitro: | Novi (Pisa) |

|                     |           |              |
| Masolini 48’ (rig.) | Marcatori | 55’ Cipriani |

| Arbitro: | Fabricatore (Roma) |

|                     |           |             |
| Righetti 26’ (aut.) | Marcatori | 40’ Dossena |

| Arbitro: | Acri (Novi Ligure) |

|                                    |           |                  |
| Di Fabio 56’ S. Schillaci 70’, 81’ | Marcatori | 30’ Magnocavallo |

| Arbitro: | Pezzella (Frattamaggiore) |

|           |           |                |
| Butti 46’ | Marcatori | 69’ Cantarutti |

| Arbitro: | Luci (Firenze) |

|                                       |           |                                   |
| Muro 31’ Savino 44’, 54’ Gregucci 77’ | Marcatori | 43’ Scarnecchia 79’ (rig.) Fusini |

| Barletta 1º maggio 1988, ore 16:00 CEST 31ª giornata | Barletta         | 0 – 0 referto | Sambenedettese | Stadio Comunale\| Arbitro: \| Cornieti (Forlì) \| |
| Arbitro:                                             | Cornieti (Forlì) |               |                |                                                   |

| Arbitro: | Pucci (Firenze) |

|                |           |  |
| Fermanelli 59’ | Marcatori |  |

| Arbitro: | Magni (Bergamo) |

|  |           |                          |
|  | Marcatori | 32’ Solfrini 70’ Bonaldi |

| Arbitro: | Lombardo (Marsala) |

|             |           |                      |
| Bonaldi 46’ | Marcatori | 2’ Soda 60’ Cascione |

| Parma 29 maggio 1988, ore 16:30 CEST 35ª giornata | Parma          | 0 – 0 referto | Barletta | Stadio Ennio Tardini (5.200 circa spett.)\| Arbitro: \| Luci (Firenze) \| |
| Arbitro:                                          | Luci (Firenze) |               |          |                                                                           |

| Arbitro: | Casarin (Milano) |

|                  |           |  |
| Magnocavallo 57’ | Marcatori |  |

| Bari 12 giugno 1988, ore 16:30 CEST 37ª giornata | Bari             | 0 – 0 referto | Barletta | Stadio della Vittoria (10.000 spett.)\| Arbitro: \| D'Elia (Salerno) \| |
| Arbitro:                                         | D'Elia (Salerno) |               |          |                                                                         |

| Arbitro: | Longhi (Roma) |

|              |           |               |
| Cipriani 31’ | Marcatori | 44’ Marronaro |

### Coppa Italia

#### Secondo girone
| Arbitro: | Pucci (Firenze) |

|                              |           |              |
| Giunta 40’ Notaristefano 79’ | Marcatori | 87’ Solfrini |

| Arbitro: | Gava (Conegliano Veneto) |

|                 |           |  |
| Impallomeni 46’ | Marcatori |  |

| Arbitro: | Tuveri (Cagliari) |

|               |           |  |
| Maiellaro 64’ | Marcatori |  |

| Arbitro: | Quartuccio (Torre Annunziata) |

|                                |                      |                           |
| Fusini 29’                     | Marcatori            | 18’ Auteri                |
| Di Sarno Fusini Cossaro Rovani | Tiri di rigore 4 – 1 | Saini Fontanini Casiraghi |

| Arbitro: | Baldas (Trieste) |

|                                    |                      |                                                 |
| Bonaldi 87’                        | Marcatori            | 59’ Donadoni                                    |
| Di Sarno Cossaro Mazzaferro Rovani | Tiri di rigore 3 – 5 | Van Basten F. Baresi Ancelotti Colombo Donadoni |

## Statistiche

### Statistiche di squadra
Tra parentesi le partite dopo i calci di rigore
| Competizione | Punti | In casa | In casa | In casa | In casa | In casa | In casa | In trasferta | In trasferta | In trasferta | In trasferta | In trasferta | In trasferta | Totale | Totale | Totale | Totale | Totale | Totale | DR  |
| Competizione | Punti | G       | V       | N       | P       | Gf      | Gs      | G            | V            | N            | P            | Gf           | Gs           | G      | V      | N      | P      | Gf     | Gs     | DR  |
| ------------ | ----- | ------- | ------- | ------- | ------- | ------- | ------- | ------------ | ------------ | ------------ | ------------ | ------------ | ------------ | ------ | ------ | ------ | ------ | ------ | ------ | --- |
| Serie B      | 31    | 19      | 5       | 9       | 5       | 16      | 14      | 19           | 2            | 8            | 9            | 11           | 23           | 38     | 7      | 17     | 14     | 27     | 37     | -10 |
| Coppa Italia | 3     | 2       | 0 (1)   | 2       | 0 (1)   | 2       | 2       | 3            | 0            | 0            | 3            | 1            | 4            | 5      | 0 (1)  | 2      | 3 (1)  | 3      | 6      | -3  |
| Totale       | 34    | 21      | 5 (1)   | 11      | 5 (1)   | 18      | 16      | 22           | 2            | 8            | 12           | 12           | 27           | 43     | 7 (1)  | 19     | 17 (1) | 30     | 43     | -13 |

### Statistiche dei giocatori
Tra parentesi le autoreti.
| Giocatore        | Serie B  | Serie B | Serie B     | Serie B    | Coppa Italia | Coppa Italia | Coppa Italia | Coppa Italia | Totale   | Totale | Totale      | Totale     |
| Giocatore        | Presenze | Reti    | Ammonizioni | Espulsioni | Presenze     | Reti         | Ammonizioni  | Espulsioni   | Presenze | Reti   | Ammonizioni | Espulsioni |
| ---------------- | -------- | ------- | ----------- | ---------- | ------------ | ------------ | ------------ | ------------ | -------- | ------ | ----------- | ---------- |
| L. Barboni       | 13       | - 16    | ?           | 0          | 3            | - 4          | ?            | ?            | 16       | 0      | ?           | 0+         |
| E. Bonaldi       | 28       | 2       | ?           | 0          | 5            | 1            | ?            | ?            | 33       | 3      | ?           | 0+         |
| G.M. Butti       | 29       | 2       | ?           | 0          | 5            | 0            | ?            | ?            | 34       | 2      | ?           | 0+         |
| R. Cappellacci   | 2        | 0       | ?           | 0          | 5            | 0            | ?            | ?            | 7        | 0      | ?           | 0+         |
| R. Cazzani       | 0        | 0       | 0           | 0          | 0            | 0            | 0            | 0            | 0        | 0      | 0           | 0          |
| L. Cipriani      | 31       | 9       | ?           | 1          | 2            | 0            | ?            | ?            | 33       | 9      | ?           | 1+         |
| G. Cossaro       | 22       | 0       | ?           | 1          | 5            | 0            | ?            | ?            | 27       | 0      | ?           | 1+         |
| F. Danieli       | 1        | 0       | ?           | 0          | 0            | 0            | 0            | 0            | 1        | 0      | 0+          | 0          |
| G. Di Sarno      | 14       | 0       | ?           | 0          | 4            | 0            | ?            | ?            | 18       | 0      | ?           | 0+         |
| G. Ferazzoli     | 20       | 0       | ?           | 0          | 0            | 0            | 0            | 0            | 20       | 0      | 0+          | 0          |
| F. Fioretti      | 28       | 0       | ?           | 0          | 4            | 0            | ?            | ?            | 32       | 0      | ?           | 0+         |
| L. Foscarini     | 0        | 0       | 0           | 0          | 0            | 0            | 0            | 0            | 0        | 0      | 0           | 0          |
| L. Fusini        | 27       | 1       | ?           | 1          | 5            | 1            | ?            | ?            | 32       | 2      | ?           | 1+         |
| G. Giorgi        | 30       | 0       | ?           | 0          | 5            | 0            | ?            | ?            | 35       | 0      | ?           | 0+         |
| G. Giusto        | 22       | 1       | ?           | 0          | 0            | 0            | 0            | 0            | 22       | 1      | 0+          | 0          |
| G. Guerrini      | 24       | 2       | ?           | 1          | 0            | 0            | 0            | 0            | 24       | 2      | 0+          | 1          |
| B. Incarbona     | 0        | 0       | 0           | 0          | 5            | 0            | ?            | ?            | 5        | 0      | 0+          | 0+         |
| S. Lancini       | 32       | 0 (1)   | ?           | 0          | 3            | 0            | ?            | ?            | 35       | 0 (1)  | ?           | 0+         |
| C. Lattaruolo    | 0        | 0       | 0           | 0          | 0            | 0            | 0            | 0            | 0        | 0      | 0           | 0          |
| G. Mangnocavallo | 19       | 2       | ?           | 0          | 0            | 0            | 0            | 0            | 19       | 2      | 0+          | 0          |
| V. Marinacci     | 0        | 0       | 0           | 0          | 0            | 0            | 0            | 0            | 0        | 0      | 0           | 0          |
| A. Mazzaferro    | 29       | 1       | ?           | 3          | 5            | 0            | ?            | ?            | 34       | 1      | ?           | 3+         |
| N. Montenegro    | 0        | 0       | 0           | 0          | 0            | 0            | 0            | 0            | 0        | 0      | 0           | 0          |
| S. Pesce         | 0        | 0       | 0           | 0          | 0            | 0            | 0            | 0            | 0        | 0      | 0           | 0          |
| D. Pileggi       | 29       | 1       | ?           | 0          | 0            | 0            | ?            | ?            | 29       | 1      | ?           | 0+         |
| R. Rovani        | 4        | 0       | ?           | 0          | 5            | 0            | ?            | ?            | 9        | 0      | ?           | 0+         |
| M. Savorani      | 27       | - 21    | ?           | 0          | 2            | - 2          | ?            | ?            | 29       | 0      | ?           | 0+         |
| M. Scaringella   | 0        | 0       | 0           | 0          | 0            | 0            | 0            | 0            | 0        | 0      | 0           | 0          |
| R. Scarnecchia   | 33       | 2       | ?           | 1          | 1            | 0            | ?            | ?            | 34       | 2      | ?           | 1+         |
| M. Solfrini      | 31       | 3       | ?           | 1          | 5            | 1            | ?            | ?            | 36       | 4      | ?           | 1+         |

## Giovanili

### Organigramma societario
Area tecnica
- Allenatore Primavera: Gesualdo Albanese

### Piazzamenti
- Primavera
  - Campionato: